# Proceraea picta
Proceraea picta är en ringmaskart som beskrevs av Ehlers 1864. Proceraea picta ingår i släktet Proceraea och familjen Syllidae. Arten har ej påträffats i Sverige. Inga underarter finns listade i Catalogue of Life.